# Mount Roots
Mount Roots är ett berg i Sydgeorgien och Sydsandwichöarna (Storbritannien). Det ligger i den nordvästra delen av Sydgeorgien och Sydsandwichöarna. Toppen på Mount Roots är 2 280 meter över havet, eller 737 meter över den omgivande terrängen. Bredden vid basen är 5,2 km. Mount Roots ingår i Allardyce Range.
Terrängen runt Mount Roots är bergig åt sydväst, men åt nordost är den kuperad.  Trakten runt Mount Roots är nära nog obefolkad, med mindre än två invånare per kvadratkilometer. Det finns inga samhällen i närheten. Trakten runt Mount Roots består i huvudsak av gräsmarker.